# Expositor

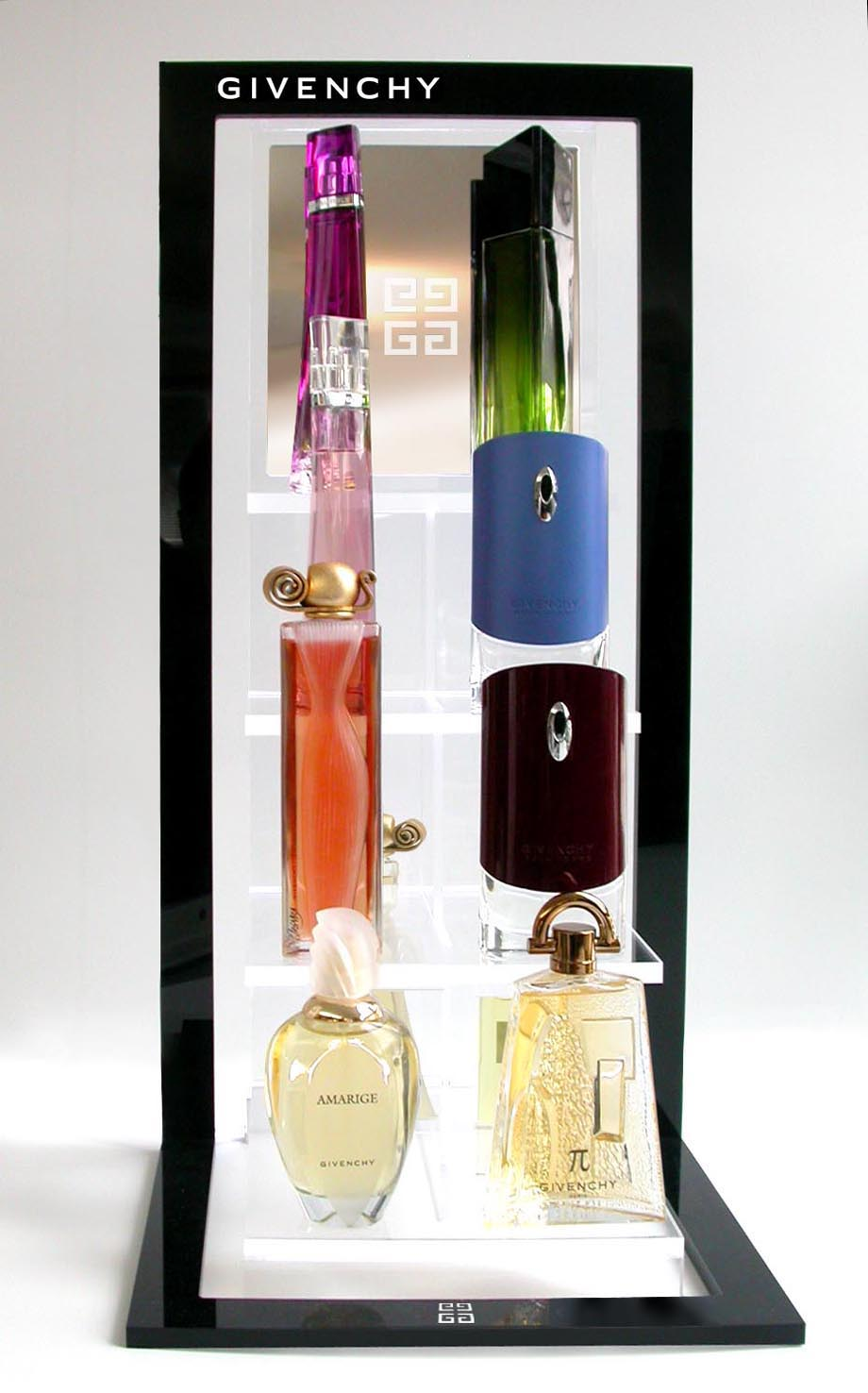
Expositor de perfums

Un expositor és un moble en què s'exhibeixen productes destinats a la venda, o material promocional com fulletons, catàlegs sobre petites revistes disponibles per al client. Els expositors són mobles que se situen en el punt de venda per a exhibir i promocionar determinats productes. Consisteixen en diverses lleixes o prestatges combinats amb imatges i cartells publicitaris i tenen per finalitat provocar la venda d'un producte o informar sobre algun aspecte relacionat amb la promoció de la venda. Formen part del que es coneix com a PLV o publicitat en el lloc de venda.

## Disseny i fabricació d'expositors

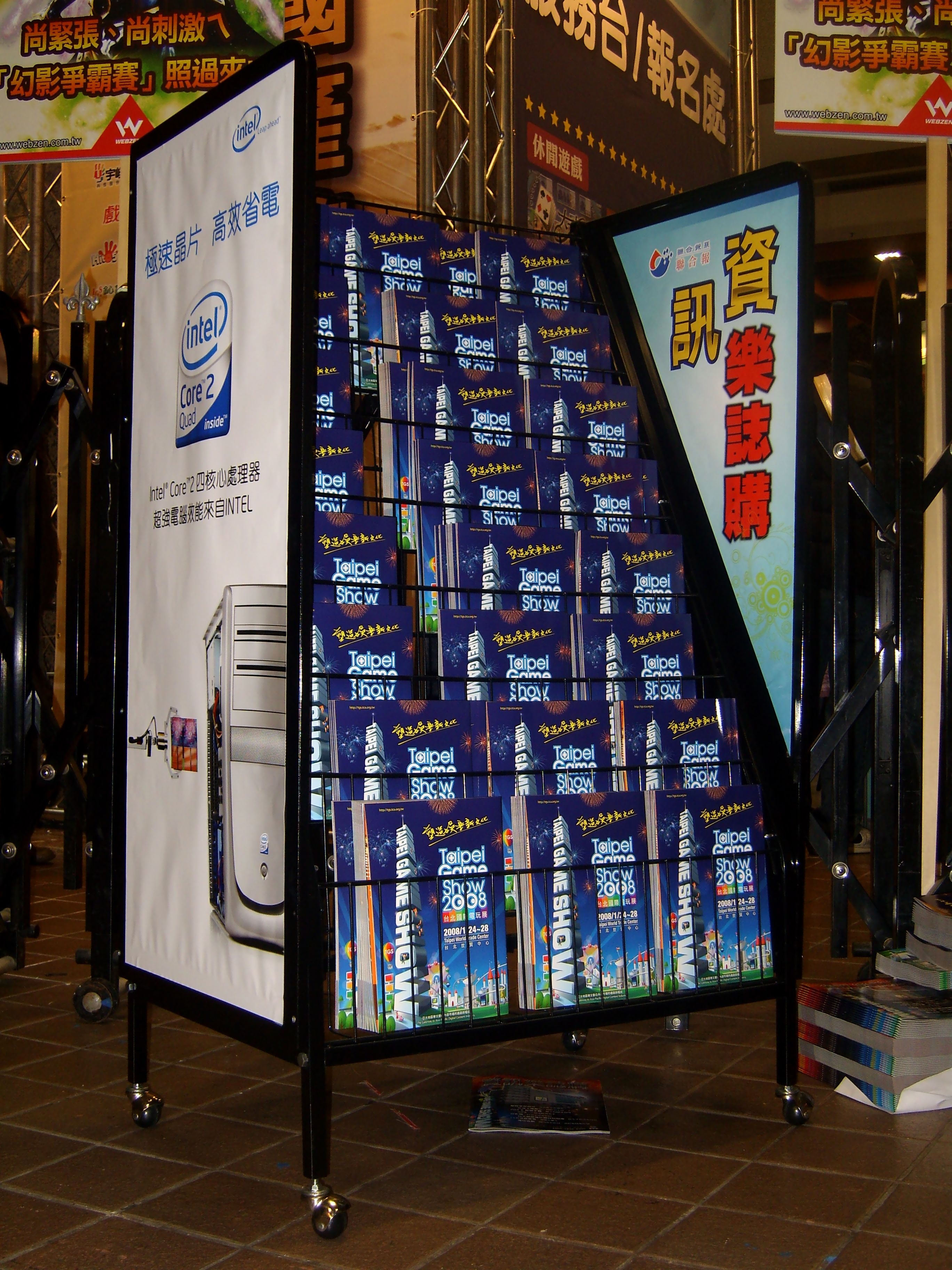
portafullets del «Taipei Game Show» el 2008

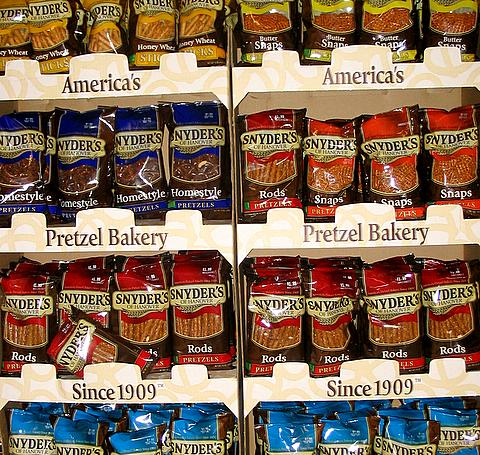
Expositor de cartró

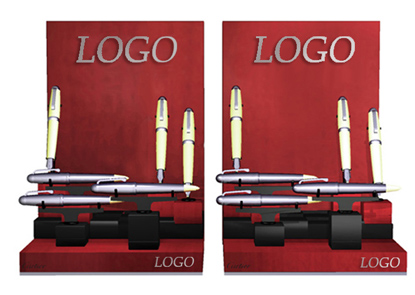
Expositor de sobretaula amb bolígrafs

Els expositors es fabriquen en diverses formes i materials: cartró ondulat, metall, vidre, plàstic (polipropilè, metacrilat), etc. Adopten les més variades formes per constituir un efectiu reclam visual per al visitant, perquè aquest acabi comprant. A més, se serigrafien amb colors que combinen amb els del producte o bé amb els de l'envàs i també imatges promocionals cridaneres.
Els expositors més senzills consisteixen en peces de cartró impreses i trepades que es munten en arribar al punt de venda i sobre les quals es col·loquen els articles. D'altres estan formats per peces metàl·liques que s'encaixen o es caragolen entre si formant un moble vertical. Els més complexos inclouen sistemes d'il·luminació que consisteixen en focus que projecten llum sobre els productes, o fluorescents situats després sobre plàstics translúcids. Aquests expositors disposen d'una instal·lació elèctrica pròpia i s'han de situar al costat d'una font d'energia.
Generalment, el fabricant del producte dissenya i realitza l'expositor i pacta amb el distribuïdor seva col·locació en un determinat punt de la botiga. Els punts més valorats són les zones de pas (punts calents), les capçaleres de góndola i les sortides de caixa. Alguns tenen un caràcter temporal i estan destinats a donar suport a la promoció d'un producte després de la qual es rebutgen. Això mateix passa amb la majoria d'expositors de cartró ondulat. Altres, però, es dissenyen amb un propòsit de continuïtat, com passa amb les estructures metàl·liques o de materials combinats.

## Tipus d'expositors
Existeixen diferents tipus d'expositors:
- Expositor de paret: dissenyat per a ser penjat dels murs aprofitant així l'espai disponible a les parets de recepcions, passadís o sales d'espera, o qualsevol altre espai «mort» dins de l'establiment comercial.
- Expositor de taula: es col·loca sobre les taules o taulells, exposant els articles o fulletons a disposició del possible comprador, és freqüent trobar-lo prop de la línia de caixes.
- Expositor de peu: es recolzen directament a terra, de forma que els articles quedin a l'abast de la mà. Existeixen diferents versions i és molt popular el model giratori que disposa de productes, com postals, en els seus quatre costats. Un eix vertical permet girar-lo oferint d'aquesta manera una gran varietat de producte en poc espai. Alguns disposen de rodes per facilitar el seu trasllat.

## Exemples d'expositors
La mida i estructura dels expositors s'adapten a diversos productes:

### Portaperiòdics
Els expositors de premsa consisteixen en caselles disposades en diversos nivells en què s'insereixen els diaris.

### Portapostals
Els expositors de postals i de discs compactes consten també de casellers verticals en què s'introdueixen els articles, tant en posició vertical com en posició horitzontal. Poden ser panells que es pengen de la paret o mobles giratoris en aquest cas exhibeixen el producte en cadascuna de les seves cares. El model més comú està fabricat en material metàl·lic si bé hi ha altres de metacrilat, alumini o plàstic.
Els portapostals es troben en papereries, quioscs i altres establiments en què es venen postals. També són comuns en bars, hotels i restaurants en què s'exposen postals promocionals gratuïtes.

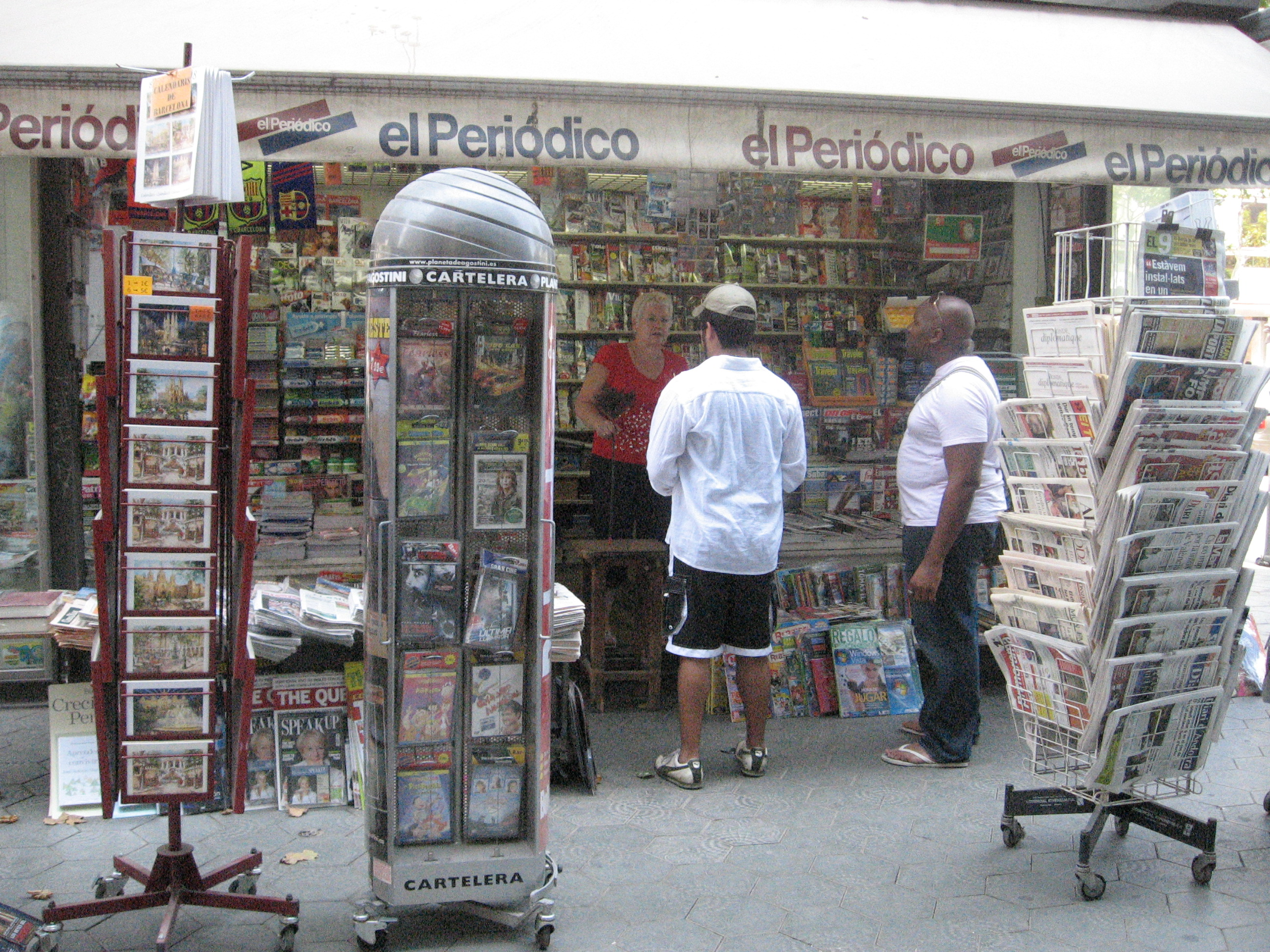
Expositors de diaris i vídeos en un quiosc

### Portafulletons
Els expositors de fullets disposen el material informatiu de forma accessible i estètica en el punt de venda o en què es prestarà el servei. També es troben en punts d'informació o d'atenció al client.

### Altres
Els expositors de roba o productes envasats en blíster consisteixen en ganxos metàl·lics en què s'introdueix el producte. Els mobles més corrents adopten la forma de columna en la base i acabat superior es mostra la marca del fabricant mitjançant d'un cartell o rètol.

## Els expositors dins l'espai de venda
Els mobles expositors són part de la publicitat en el lloc de venda i representen un incentiu comercial afegit dins de l'establiment. La seva instal·lació és fonamental per a tot el comerç minorista, tant per a supermercats i grans superfícies com per a petites botigues especialitzades del comerç tradicional. En aquest sentit, són cridaners per la seva espectacularitat els mobles de productes farmacèutics o de perfumeria.
Els expositors serveixen per aprofitar l'espai de columnes o buits entre les prestatgeries. També es col·loquen en les zones adjacents al taulell o formant illes al centre dels passadissos. La seva col·locació obeeix a l'estratègia comercial de l'establiment, al tipus de producte que contenen (de compra racional o per impuls), a raons promocionals i a motius estacionals.